# Torre Astura
Torre Astura è una torre costiera fortificata del litorale Laziale nel territorio della città di Nettuno,, a circa dieci chilometri a sud-est dal centro abitato.

## Il territorio e l'ambiente

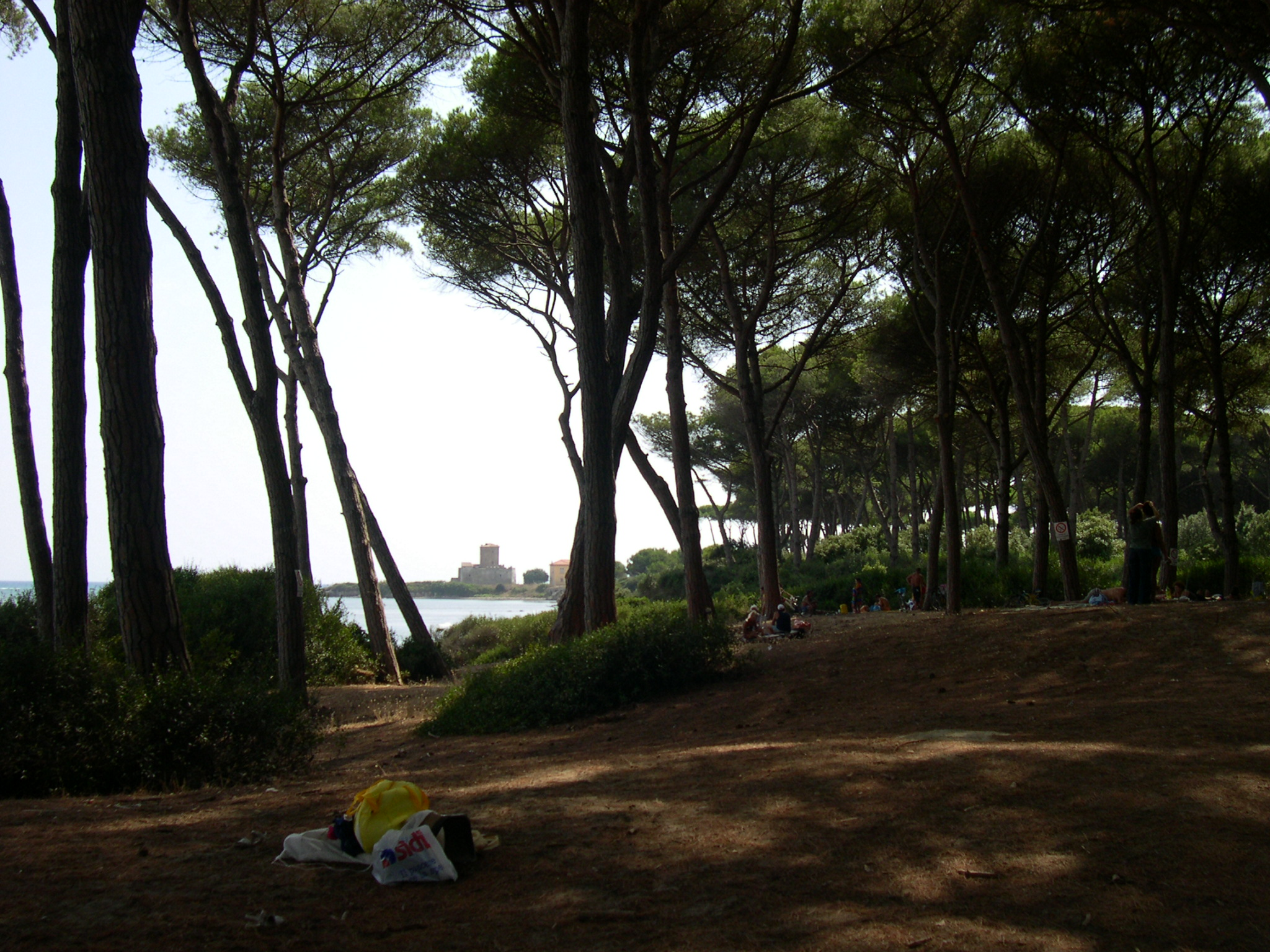
La pineta di Torre Astura

Si raggiunge, solo in alcuni periodi dell'anno, percorrendo la strada provinciale Acciarella, che da Nettuno porta a Latina. Passato il grande bosco del Foglino, si prosegue per circa 5 km; al primo incrocio occorre girare a destra per Foceverde e, dopo tre km, si arriva a un grande parcheggio. Da qui parte una passeggiata che porta a Torre Astura.
Il territorio è oggi compreso all'interno dell'Ufficio tecnico territoriale armamenti terrestri di Nettuno del Ministero della difesa, già noto come poligono militare di Nettuno. Si sviluppa per circa 8 chilometri lungo la costa tirrenica all'interno dell'area comunale.
Il paesaggio è per la maggior parte pianeggiante, con tratti di vegetazione bassa a erbe e cespugli di macchia mediterranea (mantenuta così dal personale militare, per le esercitazioni) e tratti boschivi caratterizzati da boschi misti a caducifoglie (cerri, farnetti, roverelle e aceri in prevalenza) nelle aree più interne, nonché, in prossimità del mare, da boschi sempreverdi di leccio e sughera, spesso sormontati dalle fitte chiome di secolari pinete impiantate dall'uomo in epoche passate.
Tutta l'area costiera è bassa e sabbiosa e mantiene quasi inalterati importanti tratti di naturalità, con cordoni dunali alti sui quali crescono l'Ammophila arenaria e il Pancratium maritimum, due specie di notevole pregio botanico. Nella zona che la circonda si trova una pineta dove scorre il fiume Astura.
Zona a rischio nell'antichità per le secche e gli improvvisi banchi di roccia, i fondali circostanti la fortezza medievale sono ricchi di reperti archeologici, oggetto, sino agli anni settanta, di un saccheggio incontrollato.

## Storia
Il nome potrebbe derivare dal latino Astur, Astore in italiano, un rapace di media taglia.

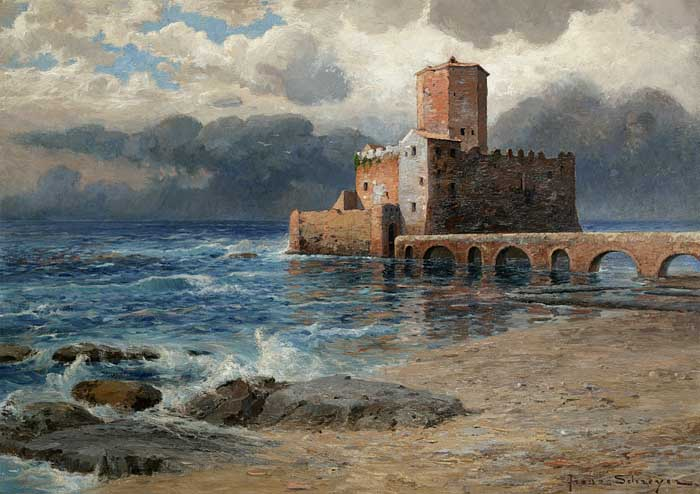
Franz Schreyer (1858–1938), Torre Astura

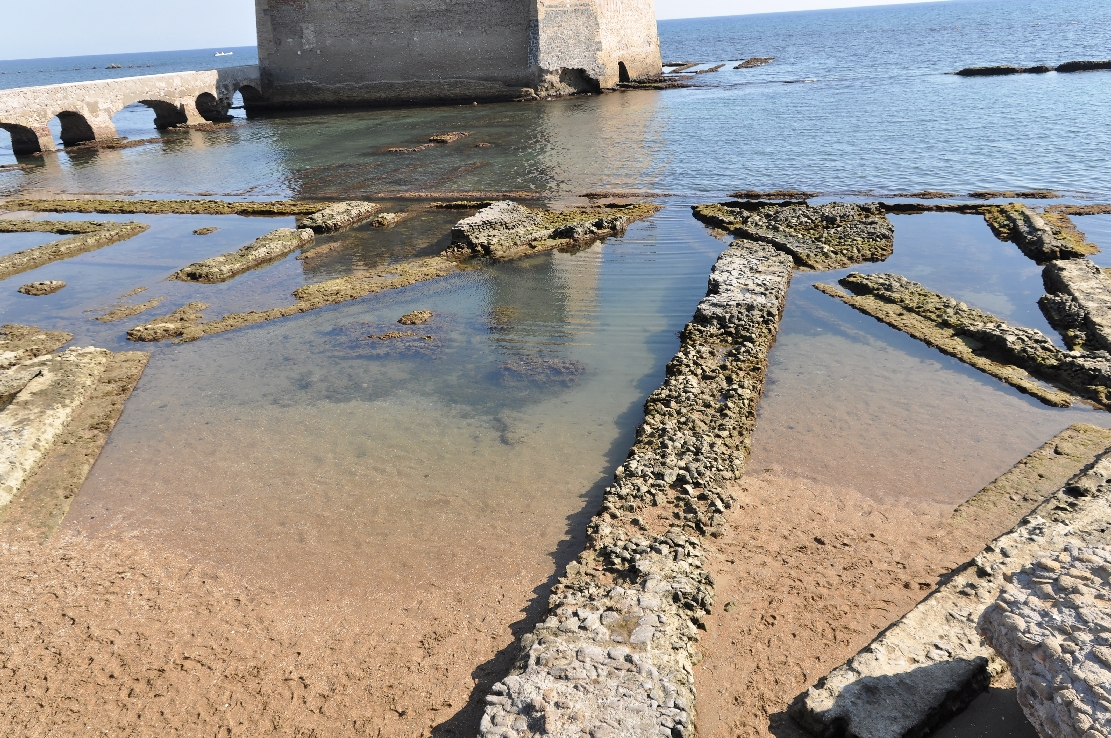
Resti della peschiera appartenente alla villa marittima romana nel sito di Torre Astura (è visibile la torre). La prima fase di costruzione risale al I secolo a.C.. Potrebbe trattarsi della villa di Astura appartenuta a Cicerone, che ne parlava nelle sue lettere ad Attico.

L'Astura romana era un approdo alla foce del fiume omonimo posto lungo la via Severiana, sede di ville già dal I secolo a.C. Una tra queste fu di Cicerone, e Astura fu teatro delle ultime fasi della sua inutile fuga da Marco Antonio. 
Nel sito venne realizzata, tra la fine della Repubblica e l'inizio dell'età imperiale, una villa strutturata in parte in terraferma e in parte su un'isola artificiale, dotata di una vasta peschiera, i cui resti sono ancora in parte visibili (sulle murature in mare fu poi realizzata la fortezza).
A partire dall'età romana Astura rappresentava infatti il prolungamento e il confine ad oriente della colonia di Antium; per la sua amenità fu un luogo molto amato dai nobili romani, che la scelsero per costruirvi le loro villae d’otium.
Pervenuta intorno al 1140 a Tolomeo dei Conti di Tuscolo per averla usurpata al monastero di Sant'Alessio all'Aventino, nel 1193 il sito venne in possesso dei Frangipane, che per proteggersi dai Saraceni vi costruirono una fortezza marittima con una torre a pianta pentagonale, circondata dalle acque e collegata alla terraferma da un ponte ad arcate in laterizio.
Nel 1268 Corradino di Svevia, sconfitto in battaglia nei pressi di Tagliacozzo, si rifugiò ad Astura nell'omonima torre, ma Giovanni Frangipane, signore di questa terra, lo consegnò a Carlo d'Angiò re di Napoli, cosicché fu decapitato a Campo Moricino, l'attuale piazza del Mercato di Napoli.
Nel 1426, dopo essere stata feudo dei Caetani e degli Orsini, la fortezza passò sotto i Colonna i quali la ristrutturarono, dandole l'attuale aspetto, e la vendettero nel 1594 a Clemente VIII Aldobrandini. 
Da questi, estintasi la famiglia Aldobrandini, passò ai Borghese, dai quali fu ceduta al comune di Nettuno negli anni settanta del XX secolo.

## L'immagine di Torre Astura

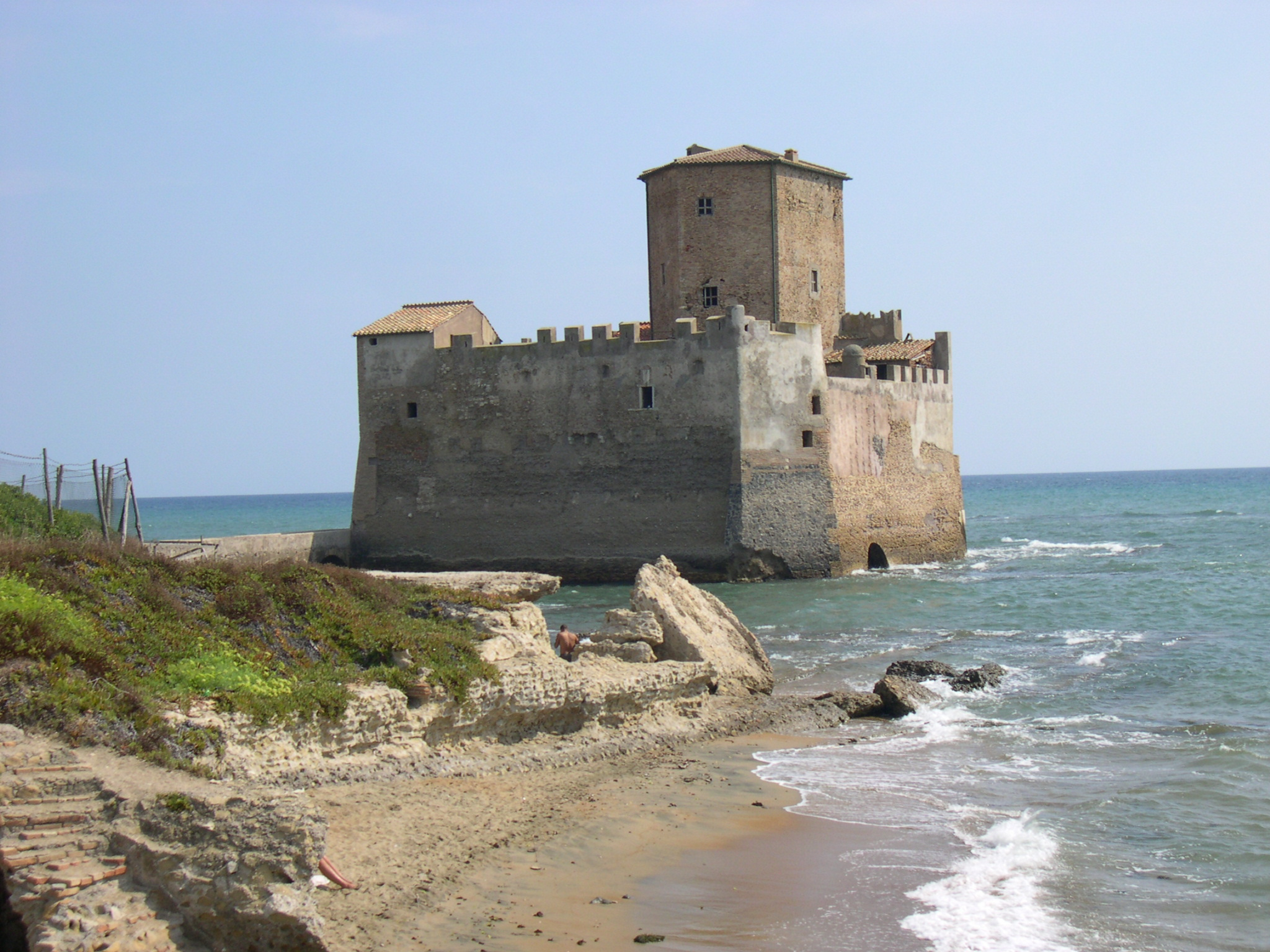
La torre

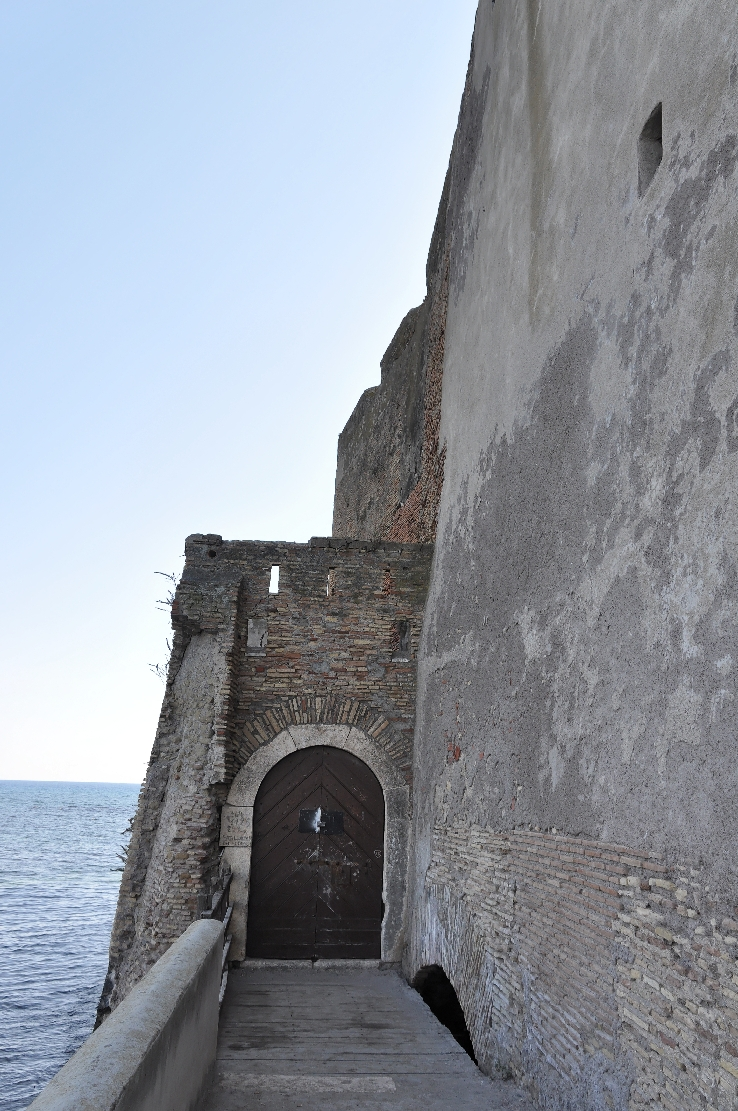
Ingresso alla torre

Da Torre Astura lo sguardo spazia dal Circeo all'odierna Anzio. Fino alla bonifica integrale del Novecento il sito rimase immerso nella foresta paludosa che occupava l'Agro Pontino, immediatamente alle spalle della duna costiera. Come notava Gregorovius nel 1854, «Con Nettuno cessa la civiltà umana su questa costa, perché immediatamente alle spalle della città comincia il deserto pontino. La macchia si estende fino a Terracina.».
Questa posizione, insieme alla natura selvaggia dei luoghi, abitati e frequentati abitualmente solo da contadini poveri, butteri e bufali, briganti e sbirri, sollecitò vivamente la fantasia dei pochi viaggiatori letterati che li percorrevano nel XIX secolo. Si devono a Gregorovius e a Gabriele D'Annunzio descrizioni affascinanti del luogo nella seconda metà del secolo.
In tempi più vicini a noi la fortezza è stata utilizzata come ambientazione per diversi film (tra i quali spiccano Pinocchio televisivo, L'arcidiavolo e Brancaleone alle crociate con Vittorio Gassman); venne anche usata in alcune scene nello sceneggiato televisivo del 1975, L'amaro caso della baronessa di Carini, scritto da Daniele D'Anza e Lucio Mandarà e diretto dallo stesso Daniele D'Anza, nonché per il film Salvo D'Acquisto, del 1974, diretto da Romolo Guerrieri con Massimo Ranieri nelle vesti del protagonista. Nel 2004 vi si girano alcune scene del film Le avventure acquatiche di Steve Zissou di Wes Anderson. Nel 1961 a Torre Astura la 20th Century Fox impiantò le scenografie della reggia di Alessandria per il film Cleopatra con Elizabeth Taylor.

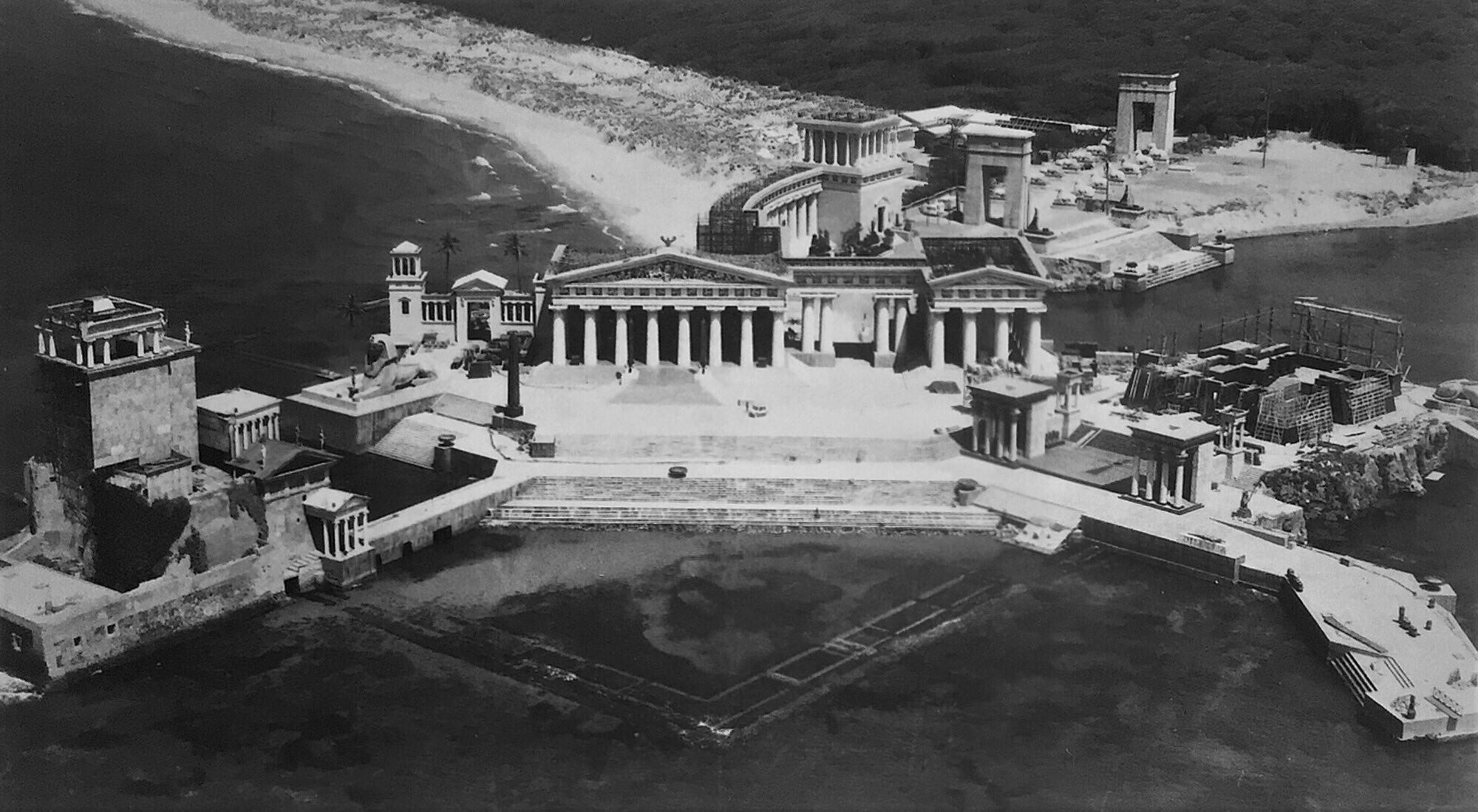
Dal film Cleopatra